# Фенилаланин
Фенилаланинът (често съкращаван като Фен или само Ф, на латиница Phe или F) е незаменима аминокиселина, срещаща се в почти всички храни като съставна част от белтъците. Химическата му формула е HO2CCH(NH2)CH2C6H5. Поради наличието на бензилов радикал фенилаланина се причислява към неполярните аминокиселини, когато участва в изграждането на полипептидна верига. Чистият фенилаланин представлява бял прах. L-Финилаланинът е електрически неутрална аминокиселина, една от двадесетте аминокиселини, които се кодират от молекулите на ДНК. Съответните кодони за фенилаланин са УУУ и УУЦ.
Фенилаланинът е естествената алтернатива на стимулантите като амфетамин и кокаин, които действат, като увеличават временно концентрацията на описаните невромедиатори, но запасите от тях в мозъка бързо се изчерпват. Обикновено след употребата на такива стимуланти има недостиг на невромедиаторите, който се изразява в неприятни ефекти като дисфория, сънливост, умора, депресия и намалени продуктивност и мотивация. В такива случаи приемането на фенилаланин след употреба на стимуланти води до естествено възстановяване на количествата невромедиатори в мозъка до нормалните им нива.
Действието на фенилаланина е стимулантно и антидепресантно. Той подобрява мозъчната дейност и паметта (а според някои – и сексуалната активност), а намалява апетита и нуждата от сън. Фенилаланинът е незаменима аминокиселина, участваща в изграждането на протеините в тялото, както и естествен прекурсор на невромедиаторите допамин и норадреналин.
Фенилаланинът може да бъде опасен за хора с проблеми на сърдечносъдовата система (аритмия, високо кръвно) или страдащи от психоза. Приемането му с МАО инхибитори може да предизвика животозастрашаващи ефекти.
Природен източник на фенилаланина е кафявият ориз.